# 십진법
십진법(十進法, 문화어: 열올림법)은 십을 기수로 한 기수법이다. 자리수로 0, 1, 2, 3, 4, 5, 6, 7, 8, 9를 쓴다.
십진법은 지구의 고대 이집트 문명에서 나온 것으로 가장 많이 쓰이는 기수법이다. 이것은 인간의 손가락이 열 개인 것과 밀접한 관련이 있는 것으로 추정된다.
파푸아 뉴기니에서는 육진법을 사용하는 지파도 있고, 그들은 또 다른 손을 육의 자리로서 양손으로 오육오 (5×6 + 5)까지 세고있다 (누도무(Ndom)어와 코문조(Kómnzo)어 등).
마야 문명에서는 이십진법이 쓰였고, 바빌로니아 문명은 육십진법을 썼으며, 현재는 세계에서 가장 일반적으로 쓰이는 진법이다.
캘리포니아 토착민인 유키 부족은 팔진법을 썼는데, 그들은 손가락이 아닌 그 사이의 공간으로 수를 셌다고 한다.
미터, 킬로미터 등 많은 단위가 십진법에서 온 것이다.

## 표기
다른 위치 기수법과 구별하는 경우 아래 첨자로 10 또는 A를 기재하고 십진수임을 명기한다. 예를 들어, 100(9) = 81(10) = 81(A), 99C = 117A, 15.2343(6) = 11.4375(A) 등과 같이 표시한다.
그러나 이진법에서도 삼진법에서도 어느 기수법도 아래첨자를 "10" 진법으로 표시하고 있는데, 이는 오해의 소지가 있다. 아래첨자에 있는 "10"이라는 글자는 만약 이진법이라면 2이며, 삼진법이라면 3이 된다. 따라서, "10 = 십"의 의미를 기피하기 위해, 아래첨자를 십진법이라면 "A", 십이진법이라면 "C", 이십진법라면 "K"와 같이 알파벳을 사용하여 나타낼 수 있다.

## 같이 보기
- 이진화 십진법
- 소수점
- 아라비아 숫자
- 기수법
- SI 접두어
- 10
- 큰 수
- 오진법 (5가 10)
- 육진법 (5+1 = 10. 5-n의 순환 절이 최단)
- 구진법 (32 = 10. 2-n의 순환 절이 최단)